# Francesco Napoleone Orsini
Francesco Napoleone Orsini est un cardinal italien né  à Rome, capitale des États pontificaux, et décédé le 24 mai 1312 à Avignon.
Il est un neveu du pape Nicolas III et l'oncle du cardinal Matteo Orsini (1327). Il est aussi de la famille Orsini des papes Célestin III (1191-1198) et Benoît XIII (1724-1730) et des cardinaux Matteo Orsini (1262), Latino Malabranca Orsini, O.P. (1278), Giordano Orsini (1278), Napoléon Orsini, Giovanni Gaetano Orsini (1316),  Rinaldo Orsini (1350), Giacomo Orsini (1371), Poncello Orsini (1378), Tommaso Orsini (1382/85), Giordano Orsini, iuniore (1405), Latino Orsini (1448), Cosma Orsini, O.S.B. (1480), Giovanni Battista Orsini (1483), Franciotto Orsini (1517), Flavio Orsini (1565), Alessandro Orsini (1615), Virginio Orsini, O.S.Io.Hieros. (1641) et  Domenico Orsini d'Aragona (1743).

## Biographie
Francesco Napoleone Orsini étudie à Paris. Il est créé cardinal par le pape Boniface VIII lors du consistoire du 17 décembre 1295. 
Le cardinal Orsini participe au conclave de 1303,  lors duquel Benoît XI est élu pape et de celui de 1304-1305 (élection de Clément V).